# Commeau
Pour les articles homonymes, voir Comeau.
Commeau était un village canadien situé dans le comté de Gloucester, au nord-est du Nouveau-Brunswick. Il s'élevait sur le site actuel de Saint-Irénée-et-Alderwood. Il eut un bureau de poste de 1896 à 1897.